# David Arnot (Pflanzensammler)

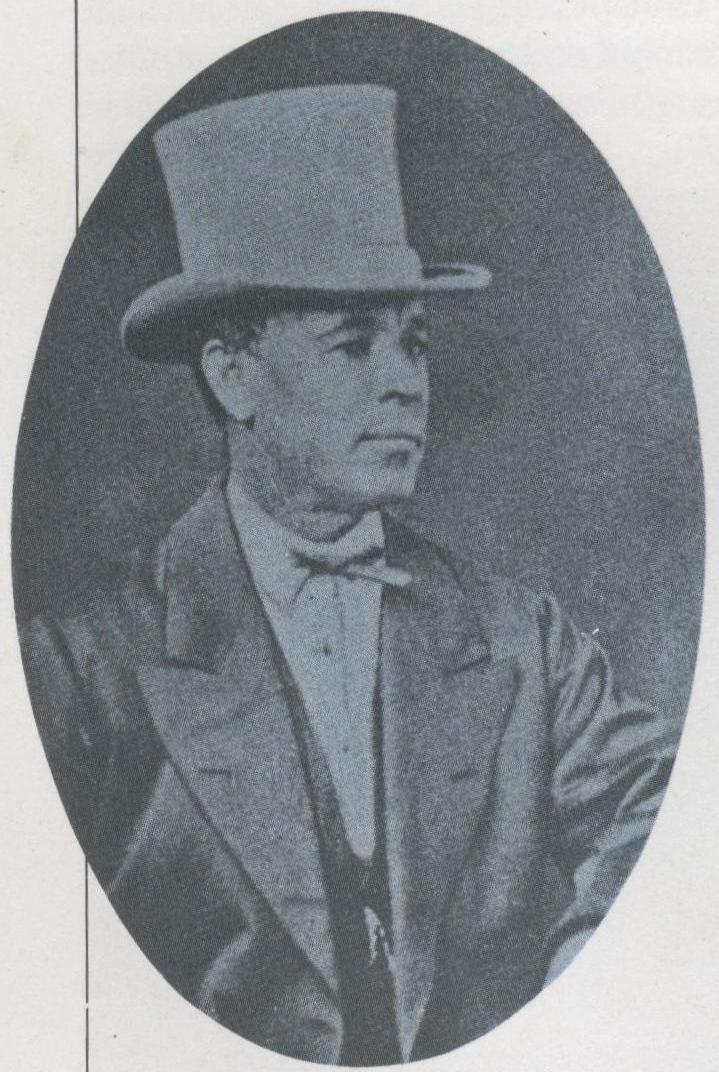
Porträt von David Arnot

David Arnot (* 26. Juni 1821 in Uitenhage; † 6. Juni 1894 in Kapstadt) war ein südafrikanischer Generalagent, Diamantenschürfer und Pflanzensammler.

## Leben
Arnot war der Sohn von David Arnot senior und Kaatje van der Jeugd. Sein Vater, ein Schmied aus Cupar in der schottischen Region Fife, kam 1817 mit dem von Benjamin Moodie geführten Trek von britischen Siedlern in die Kapkolonie. Nach seinem Studium in Uitenhage und am South African College in Kapstadt in den Jahren 1837 bis 1838 ließ sich David Arnot im Jahr 1845 in Colesberg als Generalagent nieder, wo er zwischen 1856 und 1871 den Griqua-Führer Nikolaas Waterboer in einem Rechtsstreit mit dem Oranje-Freistaat um Ländereien vertrat. Über diesen Fall veröffentlichte er im Jahr 1875 gemeinsam mit Francis Henry Samuel Orpen das Buch The Land Question of Griqualand West: An Inquiry Into the Various Claims to Land in That Territory; Together With a Brief History of the Griqua Nation. 
1859 sandte Arnot lebende Pflanzen an William Jackson Hooker von den Royal Botanic Gardens (Kew). Dazu zählten unter anderen elf Aloen-Arten, sechs Wolfsmilch-Arten, sechs Stapelien-Arten, drei Dickblatt-Arten, fünf Mesembryanthemum-Arten und vier Cotyledon-Arten.
Im Jahr 1875 wurde Arnot Mitglied der Linnean Society of London und der Geological Society of London. 1877 wurde er korrespondierendes Mitglied bei der South African Philosophical Society.
Im Jahr 1845 heiratete Arnot Anne Grimmer. Aus dieser Ehe gingen zwölf Kinder hervor.

## Dedikationsnamen
Nicholas Edward Brown benannte Stapelia arnotii, Joseph Dalton Hooker benannte Talinum arnottii und John Gilbert Baker benannte die Arten Brachystelma arnottii, Haemanthus arnottii und Hypoxis arnottii nach David Arnot. William Henry Benson beschrieb im Jahr 1864 die Schneckenart Microkerkus arnotti. Henry Baker Tristram ehrte Arnot im Jahr 1869 im Artepitheton des Arnotschmätzers (Myrmecocichla arnotti).